# Baleia-de-bryde

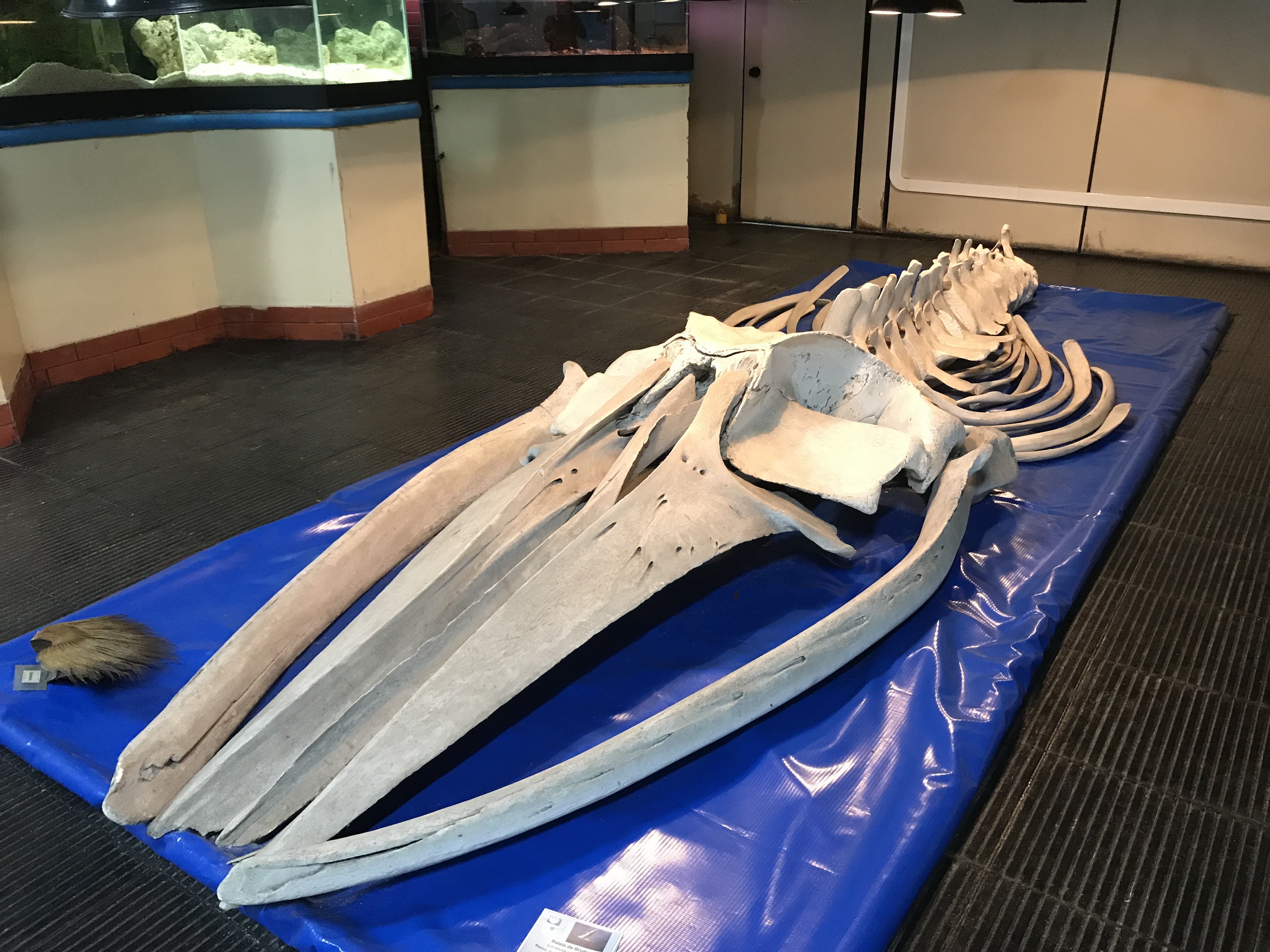
Esqueleto da Baleia-de-bryde

Baleia-de-bryde ou o complexo de baleia de Bryde,  é o nome comum dado a duas espécies de baleias, a Balaenoptera brydei e a Balaenoptera edeni, da família dos balenopterídeos. O "complexo" significa que o número e a classificação permanecem obscuros devido à falta de informações e pesquisas definitivas. A baleia comum de Bryde (Balaenoptera brydei, Olsen, 1913) é uma de tamanho maior que ocorre mundialmente em águas temperadas e tropicais quentes, e a baleia Sittang ou Éden (B. edeniAnderson, 1879) é uma menor que pode ser restrita ao Indo-Pacífico.  A baleia-de-bryde anã (Baleanoptera edeni), é menor do que a baleia-de-bryde (Baleanoptera brydei). B. edeni ocorre em todos os oceanos, em águas tropicais ou temperadas.
São membros da família das baleias de barbatana. Eles são considerados uma das "grandes baleias", ou rorqual, um grupo que também inclui baleias azuis e baleias jubarte. Os seus exemplares podem chegar a 15,5 metros de comprimento, sendo, em geral, as fêmeas maiores do que os machos. No Brasil, ocorrem com maior incidência no litoral do Brasil, na Primavera e no Verão.
As baleias-de-bryde receberam esse nome em homenagem ao norueguês Johan Bryde, pioneiro no desenvolvimento da estação de caça à baleias na África do Sul, no início do século XX. O estatuto de B. brydei como espécie é duvidoso, sendo considerado um nomen inquirendum pelo World Register of Marine Species e como sinónimo de B. edeni pelo IUCN.

## Etimologia
No Japão, os primeiros baleeiros chamavam-na de "anchova" (鰯, iwashi) ou "baleia bonito" (鰹 鯨, katsuo-kujira カツオクジラ), pois ataca a anchova e era comumente associada ao bonito (Katsuwonus pelamis). Quando a baleeira moderna mudou para a área de Sanricu, os baleeiros confundiram a baleia-sei com ela; agora iwashi-kujira (鰯 鯨, "baleia anchova" イワシクジラ) só se aplica a este último. A propósito, as anchovas são presas dominantes para ambas as espécies ao largo do Japão. Agora são chamados de nitari-kujira (似 鯨, "baleia sósia"), por sua semelhança com a baleia-sei.

## Taxonomia
Sua taxonomia é mal caracterizada. As duas espécies / subespécies / morfologias candidatas geneticamente distintas são a baleia-de-bryde B. brydei e a baleia-de-sittang ou baleia-de-eden B. edeni, que se diferenciam por distribuição geográfica, preferências costeiras / de mar aberto e tamanho. Para ambas as espécies, o nome científico B. edeni é comumente usado ou são simplesmente referidas como B. cf brydei / edeni.
Em 1878, o zoólogo escocês John Anderson, primeiro curador do Museu Indiano em Calcutá, descreveu a Balaenoptera edeni, batizando-o em homenagem ao ex-alto comissário britânico na Birmânia, Ashley Eden, que ajudou a obter o espécime-tipo. O vice-comissário de Eden, A. G. Duff, enviou Duke, um de seus assistentes, para Thaybyoo Creek, entre os rios Sitangue e Beelingue, no golfo de Martabão, onde encontrou uma baleia de 37 pés, que encalhou em junho 1871 depois de nadar mais de 20 milhas subindo o riacho - dizem que "se exauriu em suas lutas furiosas" para se libertar e "rugiu como um elefante" antes de finalmente morrer. Apesar do clima terrível, foi capaz de proteger quase todo o crânio e quase todas as suas vértebras, junto com outros ossos. Estes foram enviados a Anderson, que descreveu o espécime, que estava fisicamente maduro, como uma nova espécie. Em 1913, o cientista norueguês Ørjan Olsen, baseado no exame de uma dúzia de "baleias-sei" trazidas para as estações baleeiras de Durbã e Saldanha, na África do Sul, descreveu o Balaenoptera brydei, batizando-a em homenagem ao cônsul norueguês na África do Sul Johan Bryde. Em 1950, o cientista holandês G.C.A. Junge, depois de comparar espécimes de B. edeni e B. brydei com um espécime fisicamente maduro de 39 pés que encalhou em Pulau Sugi, uma ilha entre Cingapura e Sumatra, em julho de 1936, sinonimizou as duas espécies em B. edeni.
Na década de 1950, foi descoberto que havia dois tipos de "baleia-sei" ao largo do Japão, uma do norte com barbatanas mais longas e finas e sulcos ventrais mais curtos e uma do sul com barbatanas mais curtas e grossas e sulcos ventrais mais longos. Também diferiam na forma do palato. O primeiro foi capturado no nordeste de Honxu e no leste de Hocaido, enquanto o último foi capturado no oeste de Quiuxu e no sul de Honxu. Ambos foram apanhados nas ilhas Bonim, mas em épocas diferentes. Foi percebido que as baleias do norte eram de fato baleias-sei (B. borealis), mas as do sul eram a baleia-de-bryde (B. brydei / edeni). Um estudo posterior revelou que a bryde capturada no Japão exibia cristas laterais em seu rostro, enquanto as baleias-sei não tinham esse recurso. Na década de 1960, foi descoberto que algumas das "baleias-sei" capturadas no Brasil também eram baleias-de-bryde com base nos mesmos caracteres que distinguiam as duas espécies no Japão (ou seja, três cristas no rostro contra uma, formato do palato, textura da barbatana, comprimento dos sulcos ventrais).

## Descrição
Várias diferenças na anatomia são vistas entre as baleias-de-bryde e as de eden; semelhanças morfológicas causaram confusões em relação à identificação das espécies.

### Tamanho

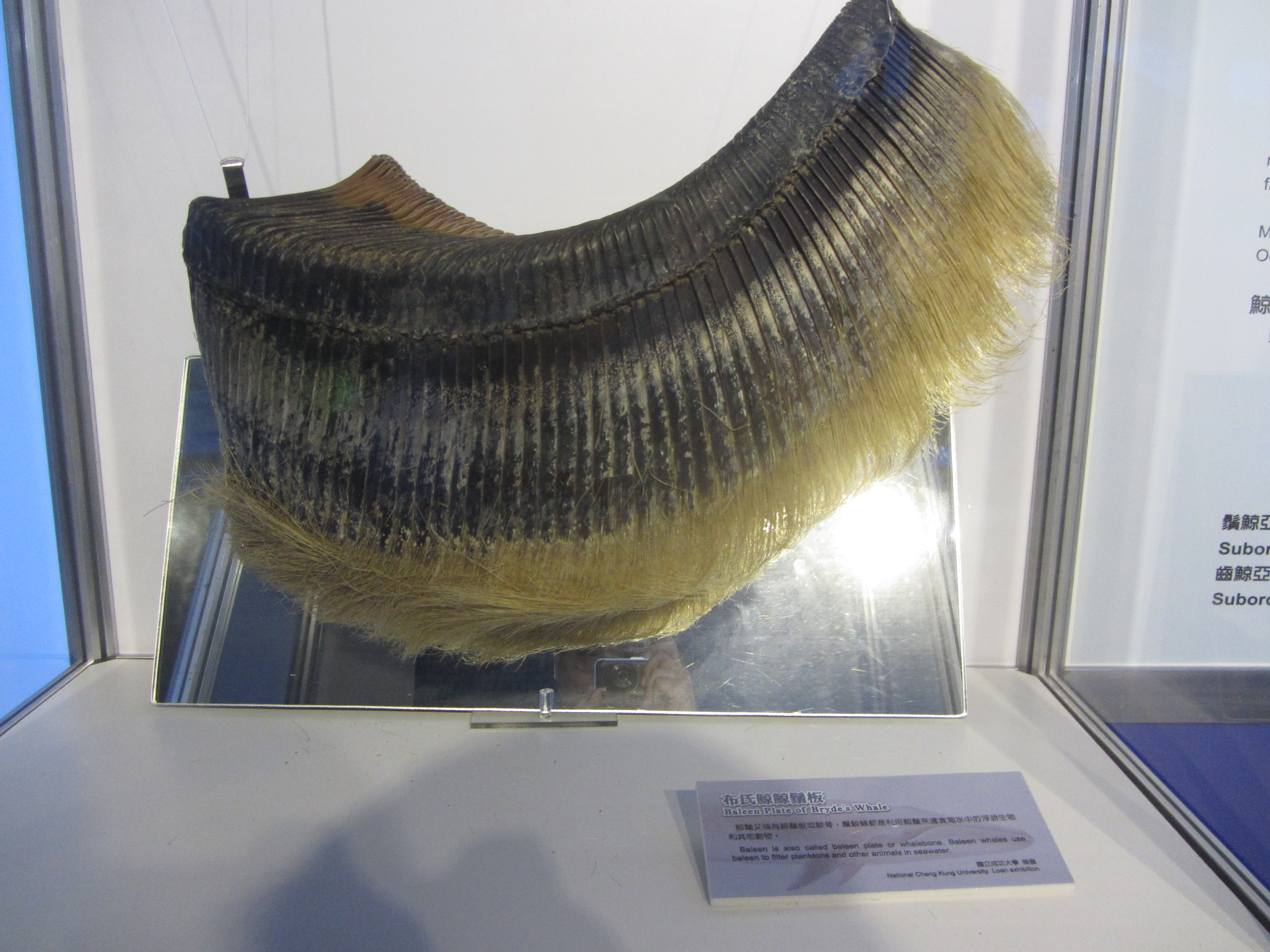
Barba da baleia-de-bryde

Os membros do complexo de baleias-de-bryde são rorquais de tamanho moderado, ficando atrás das baleias-sei, mas sendo maiores que a baleia-de-omura (Balaenoptera omurai) e as relativamente pequenas baleias-de-minke. A maior medida por Olsen (1913) foi uma fêmea de 14,95 metros (49,0 pés) capturada em Durbã em novembro de 1912, enquanto a mais longa de cada sexo medida por Best (1977) na estação baleeira de Donkergat na Baía de Saldanha, África do Sul, foram uma fêmea de 15,51 metros (50,9 pés) capturada em outubro de 1962 e um macho de 14,56 metros (47,8 pés) capturada em abril de 1963. Na maturidade física, as baleias costeiras da África do Sul têm em média 13,1 metros (43 pés) para machos e 13,7 metros (45 pés) para fêmeas, enquanto as que vivem no mar aberto na África do Sul têm médias de 13,7 e 14,4 metros (45 e 47 pés) respectivamente. Os espécimes costeiros perto do Japão são ligeiramente menores, com os machos adultos medindo em média 12,9 metros (42 pés) e as fêmeas adultas 13,3 metros (44 pés). Na maturidade sexual, os machos medem 11,9 metros (39 pés) e as fêmeas 12 metros (39 pés) perto do Japão. A maturidade sexual é alcançada aos 8-11 anos para ambos os sexos que vivem mar alto da África do Sul. Ao nascer, medem 3,95–4,15 metros (13,0–13,6 pés)..

### Aparência externa

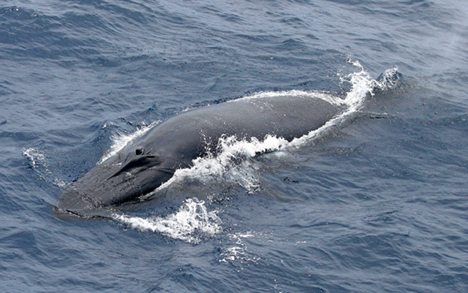
Espécime mostrando sua crista lateral

As baleias-de-bryde se parecem muito com seu parente próximo, a baleia-sei. São notavelmente alongadas (ainda mais do que as baleias-comuns), com a maior altura do corpo sendo um sétimo de seu comprimento total - em comparação com 1 / 6,5 a 1 / 6,75 nas baleias-comuns e apenas 1 / 5,5 nas baleias-sei. São cinza escuro esfumadas dorsalmente e geralmente brancas ventralmente, enquanto as baleias-sei são frequentemente um cinza azulado galvanizado dorsalmente e têm uma mancha branca de tamanho variável na garganta, uma marca em forma de âncora orientada posteriormente entre as barbatanas peitorais e são azuis acinzentado além do ânus - embora os espécimes da África do Sul possam ter uma mancha branca irregular semelhante na garganta. Têm um rostro reto com três cristas longitudinais que se estendem desde os respiradouros, onde as cristas auxiliares começam como depressões, até a ponta do rostro. A baleia-sei, como os demais rorquais, possui uma única crista mediana, além de um rostro levemente arqueado, que é acentuado na ponta. As de bryde geralmente têm as mandíbulas inferiores cinza-escuras, enquanto as baleias-sei são cinza mais claro. Têm 250-370 pares de placas de barbas cinza-ardósia curtas com cerdas longas, grossas, cinza mais claras ou brancas que têm 40 centímetros (16 polegadas) de comprimento por 20 centímetros (7,9 polegadas) de largura, enquanto as baleias-sei têm mais placas de barbas mais longas pretas ou escuras com cerdas curtas e onduladas semelhantes a lã.
As 40 a 70 pregas ventrais estendem-se até ou além do umbigo, ocupando cerca de 58% e 57% do comprimento total, respectivamente; As baleias-sei, porém, têm pregas ventrais que se estendem apenas até a metade do caminho entre as nadadeiras peitorais e o umbigo, ocupando apenas 45-47% do comprimento total do corpo, enquanto seu umbigo é geralmente 52% do comprimento total do corpo. Ambas as espécies são frequentemente cobertas por cicatrizes ovais brancas ou rosa causadas por picadas de Isistius brasiliensis. As baleias-de-bryde têm uma barbatana dorsal falcada ereta com até 46,25 centímetros (18,21 polegadas) de altura, com um tamanho médio de 34,4 centímetros (13,5 polegadas), e que geralmente mede entre 30 e 37,5 centímetros (11,8 e 14,8 polegadas). Muitas vezes é desgastada ou irregular ao longo de sua margem posterior e localizada a cerca de dois terços do caminho ao longo do dorso. As largas alças da cauda com entalhes centrais raramente rompem a superfície. As nadadeiras são pequenas e delgadas.

## Comportamento

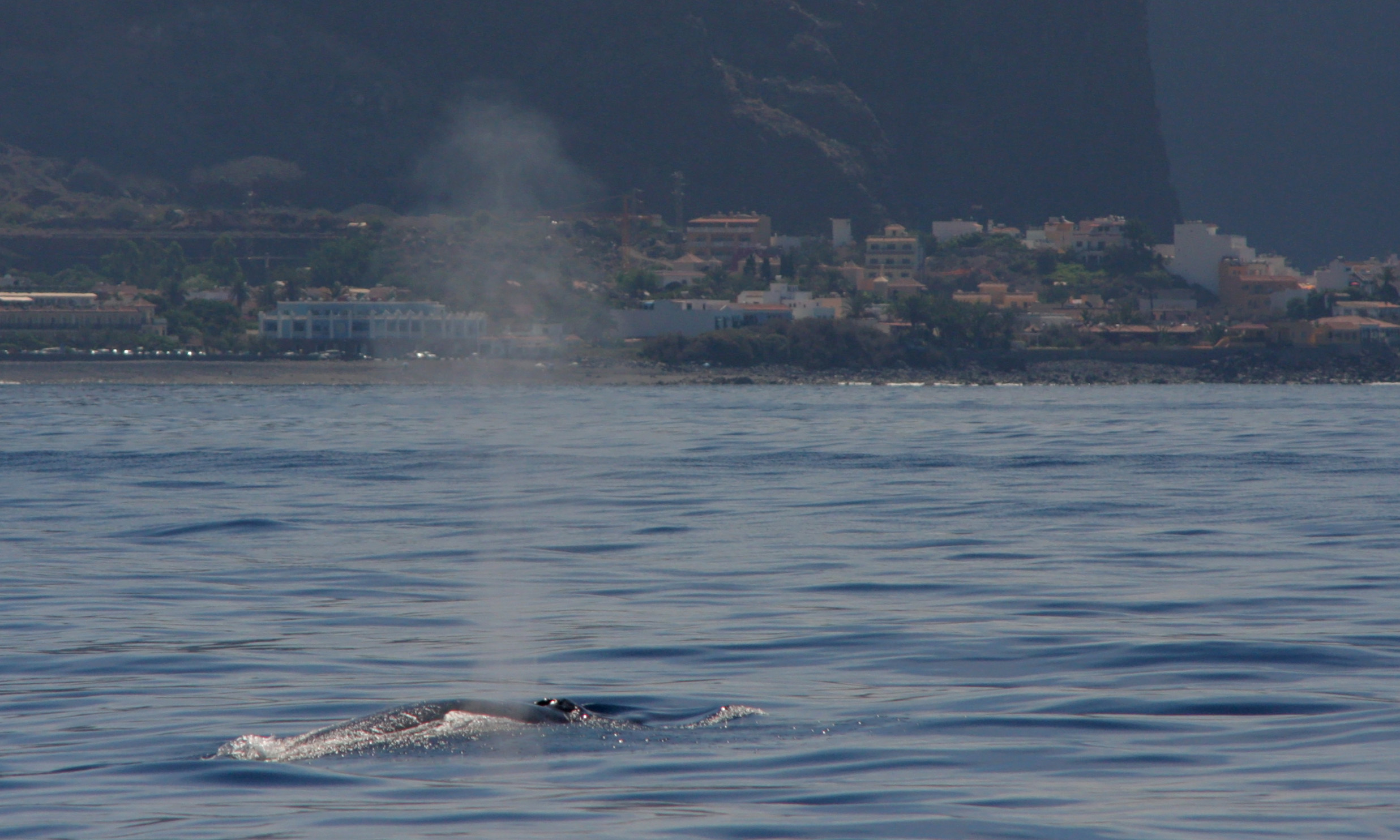
Exemplar em La Gomera mostrando seu sopro culunar

Seu sopro é colunar ou espesso, com cerca de 3,0–4,0 metros (10–13 pés) de altura. Às vezes, sopram ou expiram enquanto estão debaixo d'água. Exibem um comportamento aparentemente errático em comparação com outras baleias de barbas, pois emergem em intervalos irregulares e podem mudar de direção por razões desconhecidas. Geralmente aparecem individualmente ou em pares e, ocasionalmente, em agregações soltas de até 20 animais em torno das áreas de alimentação.

### Respiração
Mergulham regularmente por cerca de 5 a 15 minutos (máximo de 20 minutos) após quatro a sete sopros. São capazes de atingir profundidades de até 292 metros (958 pés). Ao submergir, não exibem suas cauda. Geralmente nadam a 1,6–6,4 quilômetros por hora, mas podem atingir 19–24 quilômetros por hora. Às vezes, geram vocalizações curtas e poderosas de baixa frequência que se assemelham a um gemido humano.
Ao longo da costa sudeste do Brasil, adicionam movimentos de torção para se alimentar. No Oceano Pacífico e no norte do Oceano Índico, foram observadas empregando "alimentação com água na esteira" ou "alimentação com armadilhas", um comportamento mais comumente conhecido no norte do golfo da Tailândia, que também é realizado por baleias-jubarte no nordeste Pacífico.

### Alimentação

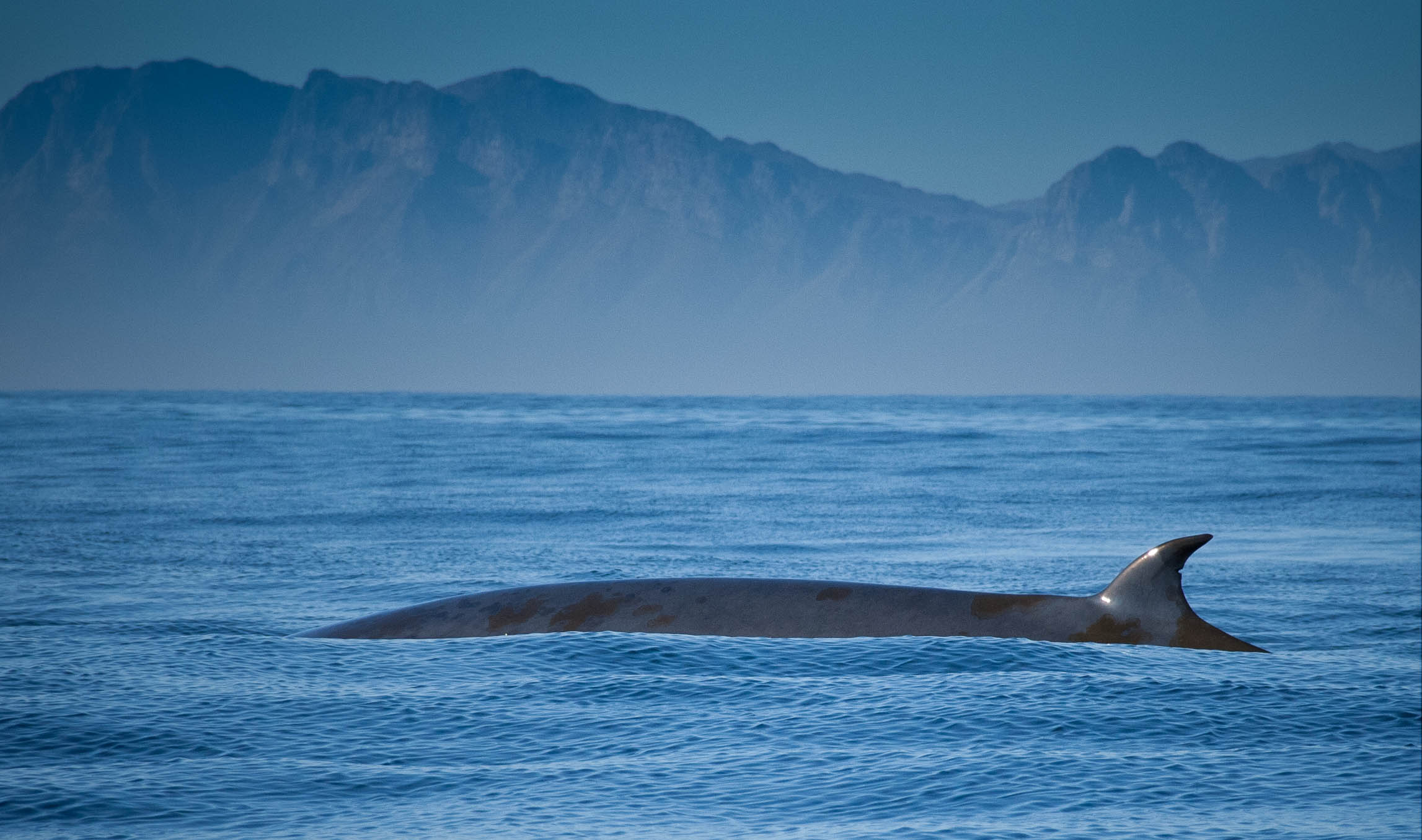
Exemplar na baía Falsa mostrando a barbatana dorsal ereta, que muitas vezes é cortada ou desfiada em sua borda posterior (mostrado aqui)

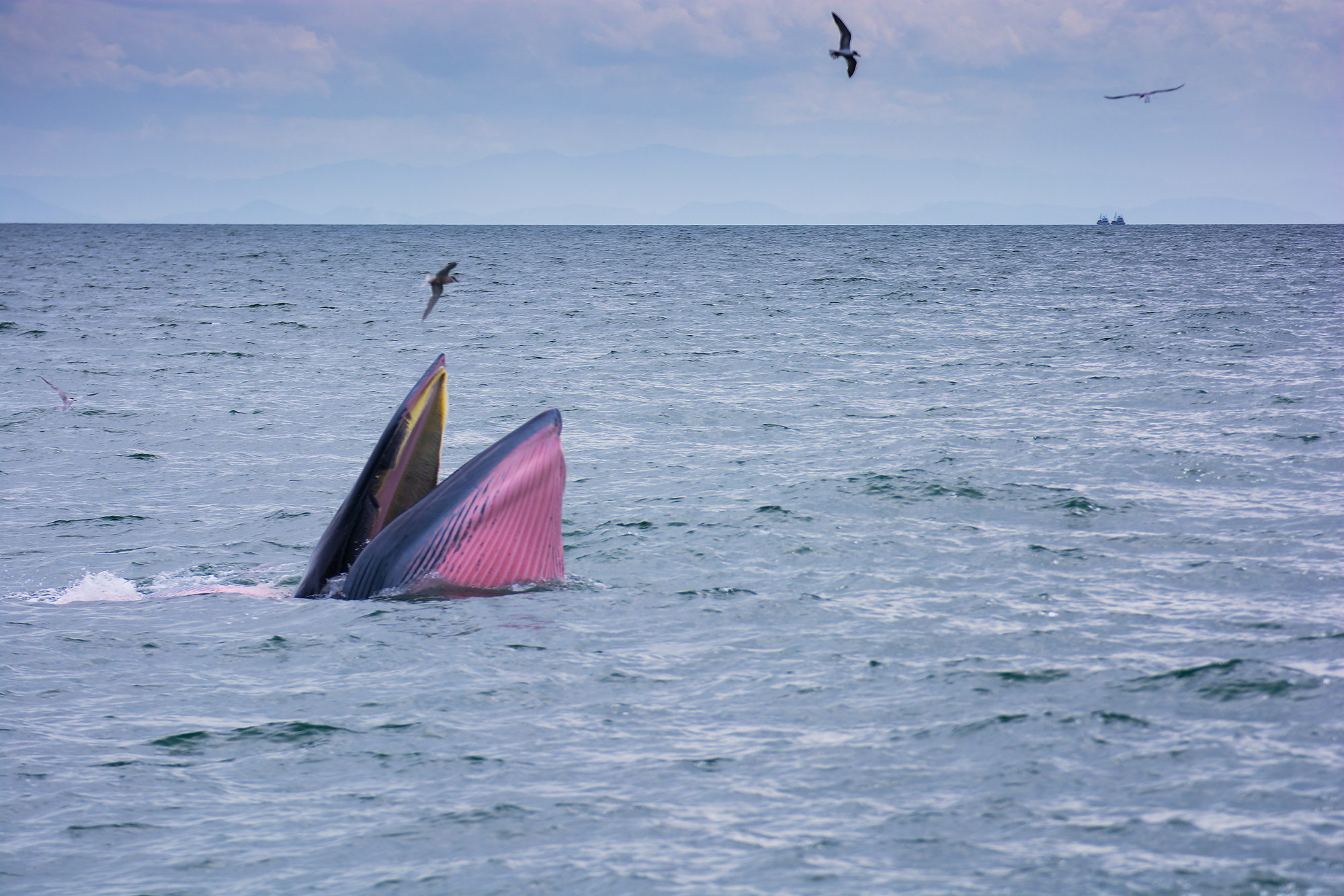
Exemplar se alimentando no golfo da Tailândia

Se alimentam de uma grande variedade de peixes, crustáceos planctônicos e cefalópodes. No oeste do Pacífico Norte, os espécimes capturados por navios baleeiros científicos japoneses (2000–2007) alimentaram-se principalmente de anchova japonesa (Engraulis japonicus, 52%) e várias espécies de eufausiídeos (36%, incluindo Euphausia similis, E. gibboides, Thysanoessa gregaria e Nematoscelis difficilis), bem como Vinciguerria nimbaria (quase 3%) e cavalinhas (Scomber spp., menos de 2%). A presa difere de acordo com a localização e a estação do ano. Nas áreas costeiras, os eufausiídeos dominaram a dieta, compreendendo 89 e 75% da dieta em maio e junho, respectivamente. Mais longe da costa, a anchova japonesa era a espécie dominante, respondendo por quase 100% da dieta no final do verão. Com base no conteúdo estomacal das capturadas por expedições baleeiras pelágicas japonesas no Pacífico Norte na década de 1970, a maioria se alimentava de eufausiídeos (quase 89%), enquanto apenas cerca de 11% se alimentava de peixes.
Ao largo da África do Sul, as preferências das presas diferiam entre as formas costeira e marítima. Os primeiros se alimentam principalmente de anchovas (Engraulis capensis, 83%), carapaus (Trachurus trachurus, 36%) e sardinhas (Sardinops ocellata, 33%), com apenas um (ou 3%) sendo encontrado com eufausiídeos (Nyctiphanes capensis). Este último, no entanto, alimenta-se principalmente de eufausiídeos (principalmente Euphausia lucens, mas também E. recurva, N. capensis e Thysanoessa gregaria), bem como vários peixes de profundidade (incluindo Maurolicus muelleri e uma espécie de Lestidium). Um deles foi encontrado "cheio de lulas bebês" (mais tarde identificado como Lycoteuthis diadema).
No golfo da Califórnia, alimentam-se principalmente de sardinha do Pacífico (Sardinops sagax) e do arenque do Pacífico (Opisthonema libertate; cerca de 88%), mas também se alimentam de eufausiídeos (principalmente Nyctiphanes simplex, 11%). Também foram observados se alimentando de caranguejos Pleuroncodes planipes no sul da Baixa Califórnia. No Mar de Coral, no Pacífico Sul e no Oceano Índico, parecem se alimentar principalmente de eufausiídeos, enquanto fora do Brasil, foram observadas se alimentando de sardinhas. Indivíduos capturados na Austrália Ocidental foram encontrados com anchovas (E. australis) em seus estômagos (embora esses indivíduos possam se referir à baleia-de-omura). Usam vários métodos de alimentação, incluindo deslizar na superfície, estocadas e redes de bolhas, especialmente dentro do golfo de Tosa.

### Reprodução
As baleias-de-bryde se reproduzem em anos alternados, aparentemente em qualquer estação, com pico outonal. Seu período de gestação é estimado em 12 meses. Os filhotes têm cerca de 3,4–4,0 metros (11–13 pés) de comprimento ao nascer e pesam 1 000 quilos (2 200 libras). Se tornam sexualmente maduros aos 8–13 anos de idade, quando as fêmeas têm 12 metros (39 pés). A mãe amamenta por 6 a 12 meses.

## Distribuição

### B. brydei

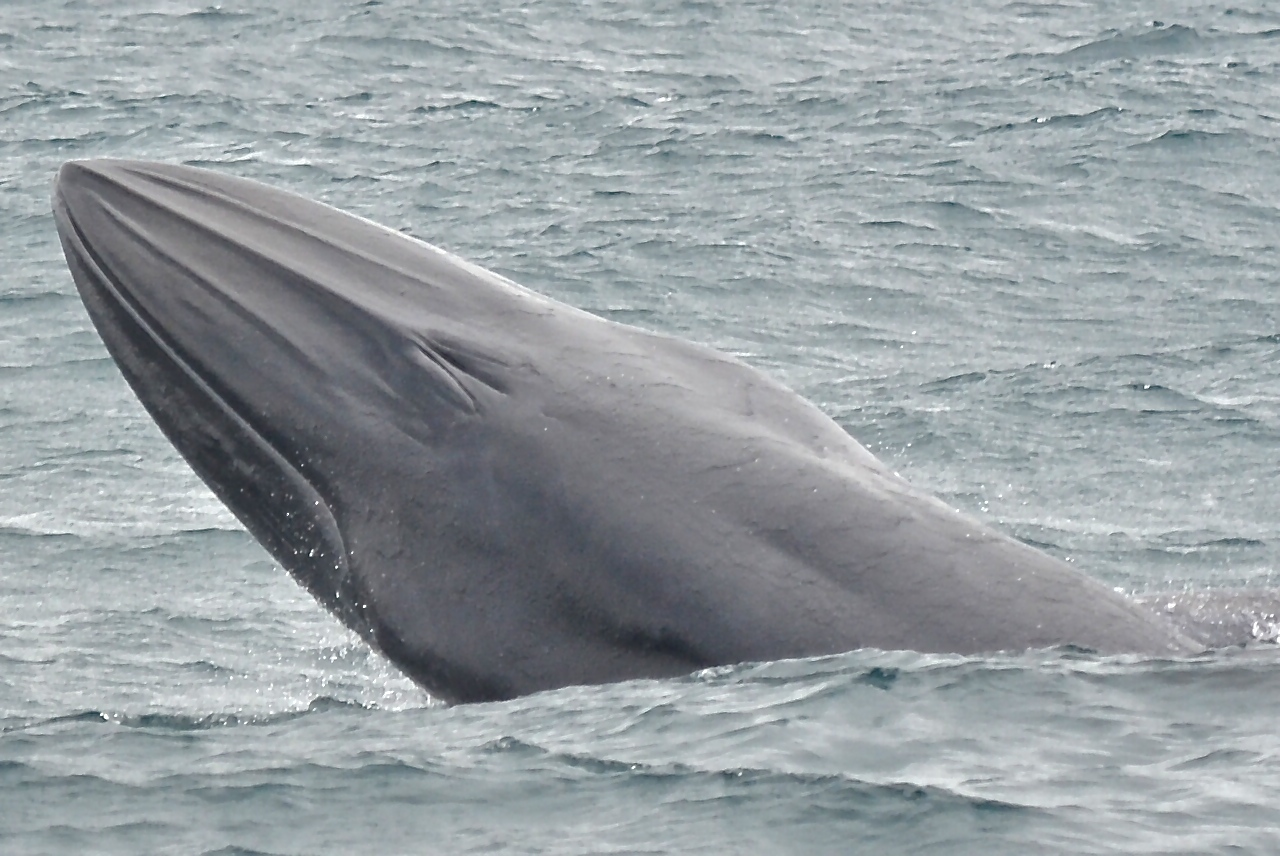
Baleia-de-bryde saltando, nas proximidades da baía de Castelhanos, litoral norte de São Paulo

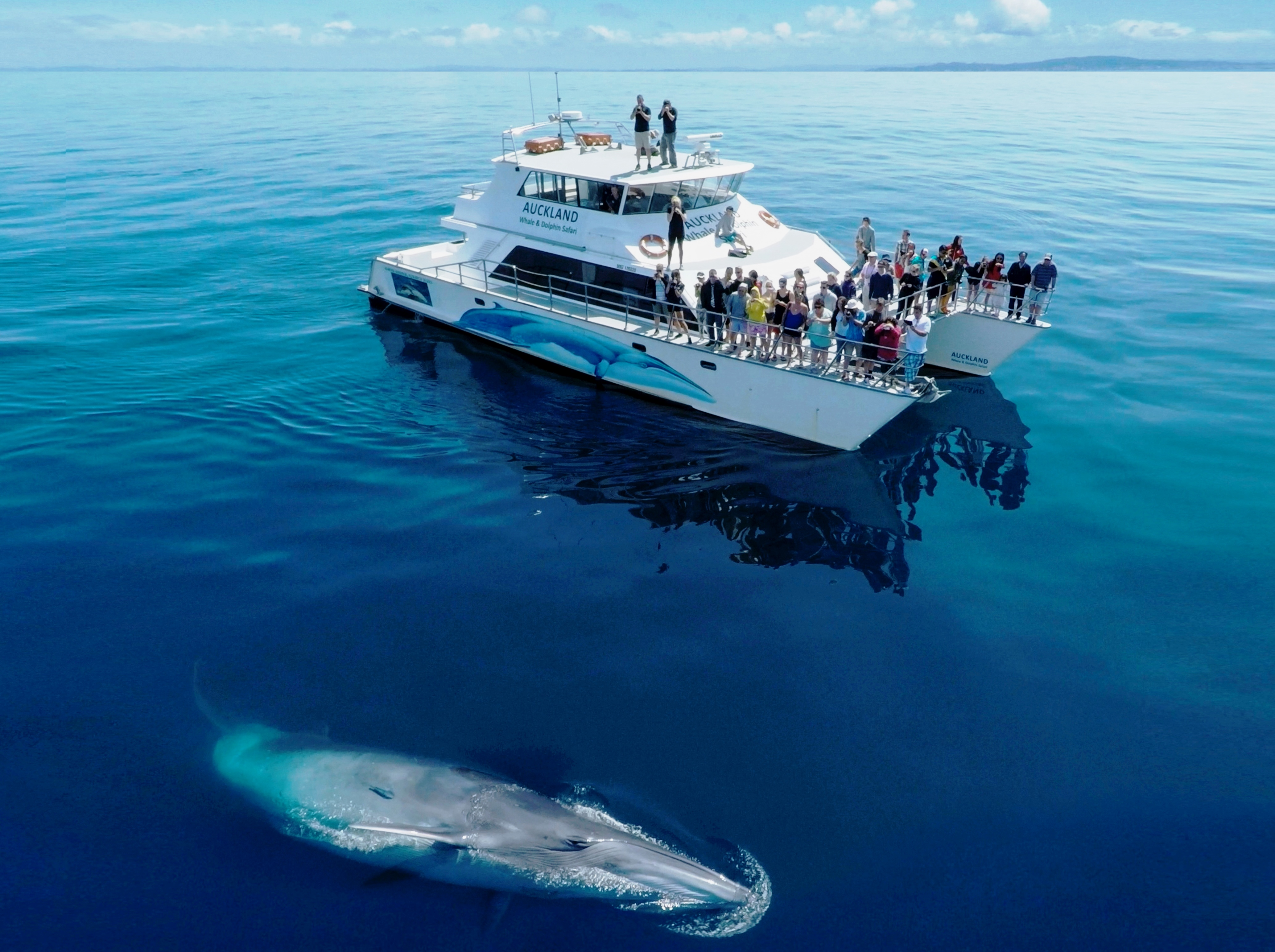
Exemplar no parque marítima do golfo de Hauraki, na Nova Zelândia

B. brydei ocorre nos oceanos Atlântico, Pacífico e Índico entre os 40º paralelos de latitude, preferindo águas temperadas, altamente produtivas, tropicais, subtropicais e quentes, de 16–22 °C (61–72 °F). No Pacífico Norte, elas ocorrem até o norte, como Honxu, a oeste e sul da Califórnia, no leste, com vagantes registrados até o norte de Washington, nos Estados Unidos. Uma população residente é encontrada no golfo da Califórnia e ocorre em todo o Pacífico tropical oriental, incluindo Peru e Equador, onde estão ausentes de julho a setembro.
Com base em características osteológicas, um espécime de Taiwan foi encaminhado para B. brydei, enquanto vários espécimes das Filipinas e da Indonésia diferiram ligeiramente na morfologia do crânio e foram encaminhados para a suposta baleia-de-bryde indo-pacífica. A análise do DNA mitocondrial mostrou que foram capturadas nas ilhas pelágicas do Pacífico Norte e Bonim (população residente), bem como amostras de biópsias retiradas de baleias no Havaí, na costa oeste da Baixa Califórnia e o sul do Golfo da Califórnia, pertencia a B. brydei. Grupos residentes ou semirresidentes também existem nas ilhas havaianas e do noroeste do Havaí e nas ilhas Marianas Setentrionais. Não ocorrem na região central do Mar do Norte do Japão em bases regulares ou pelo menos em grande número. Um dos registros mais setentrionais nos tempos modernos foi um espécime encalhado de 5 metros de comprimento em Nakhodka em 2011.
B. brydei ocorre em todo o Oceano Índico ao norte de cerca de 35 ° S. As do sul do Oceano Índico parecem corresponder a B. brydei, assim como os indivíduos capturados ilegalmente pelos soviéticos na década de 1960 no noroeste do Oceano Índico, assim como nas Maldivas. Indivíduos avistados no Mar Vermelho podem ou não ser B. brydei.
No Atlântico Norte, foram registradas no extremo norte do Cabo Hatteras. Ocorrem em todo o Caribe mais amplo - dois espécimes de Aruba foram encontrados através da análise de mtDNA para serem colocados firmemente dentro de B. brydei e para formar um clado com um espécime da Madeira e indivíduos de mar aberto da África do Sul. Foram registrados pela primeira vez nos Açores em 2004 e mostram traços mistos de formas marítimas e costeiras, mas não ocorrem no Mar Mediterrâneo (em relação aos ossos de uma baleia de barba encontrada, a baleia-de-bryde foi listada como uma das espécies sugeridas). Parecem ocorrer durante todo o ano no Brasil, ao redor do Rio de Janeiro — Cabo Frio, Armação dos Búzios, entrada da baía de Guanabara, Parque Estadual da Ilha Anchieta, Ilha Grande e assim por diante. Os indivíduos costeiros ao largo da África do Sul também residem o ano todo, ocorrendo principalmente entre o Cabo Recife e a Baía do Saldanha, enquanto os costeiros maiores migram para as águas equatoriais da África Ocidental no inverno. Ocorrências regulares também foram observadas em Cabo Verde.

### B. edeni

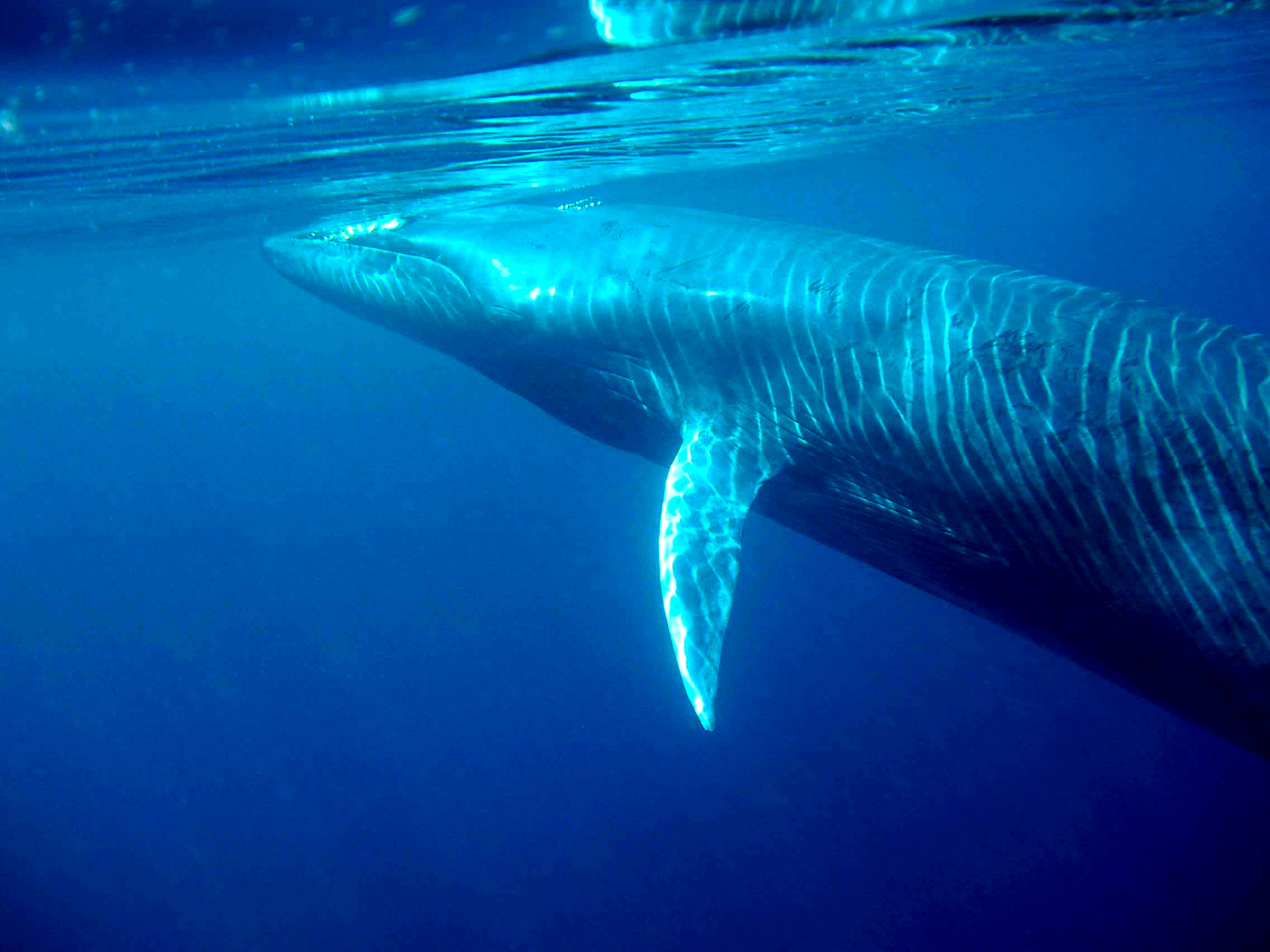
Vista subaquática de um B. brydei / edeni nas ilhas Phi Phi, Tailândia

O espécime tipo é da costa do Golfo de Martabão em Mianmar, enquanto outros espécimes referidos foram encontrados na costa da baía de Bengala em Mianmar, Bangladexe, Índia, da Tailândia ao Vietnã, Taiuã e China. Uma população encontrada ao sul e sudoeste do Japão no Mar da China Oriental também foi referida como B. edeni. Uma baleia encalhada em Honcongue e outra salva de um rio no leste da Austrália eram intimamente relacionadas ao espécime de Junge e às baleias do mar da China Oriental. A baleia-de-bryde (a maioria tinha cristas auxiliares) de pequeno tamanho - estimado em 10,1 a 11,6 metros (33 a 38 pés) de comprimento - avistada no lado nordeste das ilhas Salomão durante uma pesquisa no final de novembro e início de dezembro de 1993 pode ser referente a B. edeni. Quatro das baleias, estimadas em 11,3 a 11,6 metros (37 a 38 pés) de comprimento, foram acompanhadas por filhotes que variaram de 6,0 a 6,7 metros (19,7 a 22,0 pés) de comprimento. Não se sabe se oito pequenos indivíduos - atingindo apenas 11,2 a 11,7 metros (37 a 38 pés) na maturidade - capturados no oeste e leste da Austrália entre 1958 e 1963 são espécimes de B. edeni ou B. omurai. Ao longo da costa chinesa, por exemplo, as baleias eram consideradas abundantes ao longo da costa sul das províncias de Fuquiém e Cantão até a ilha de Ainão e a ponta nordeste do golfo de Tonquim como ao largo do distrito de Tiexangangue e ao redor das ilhas Ueijou e Xieiangue.

## População

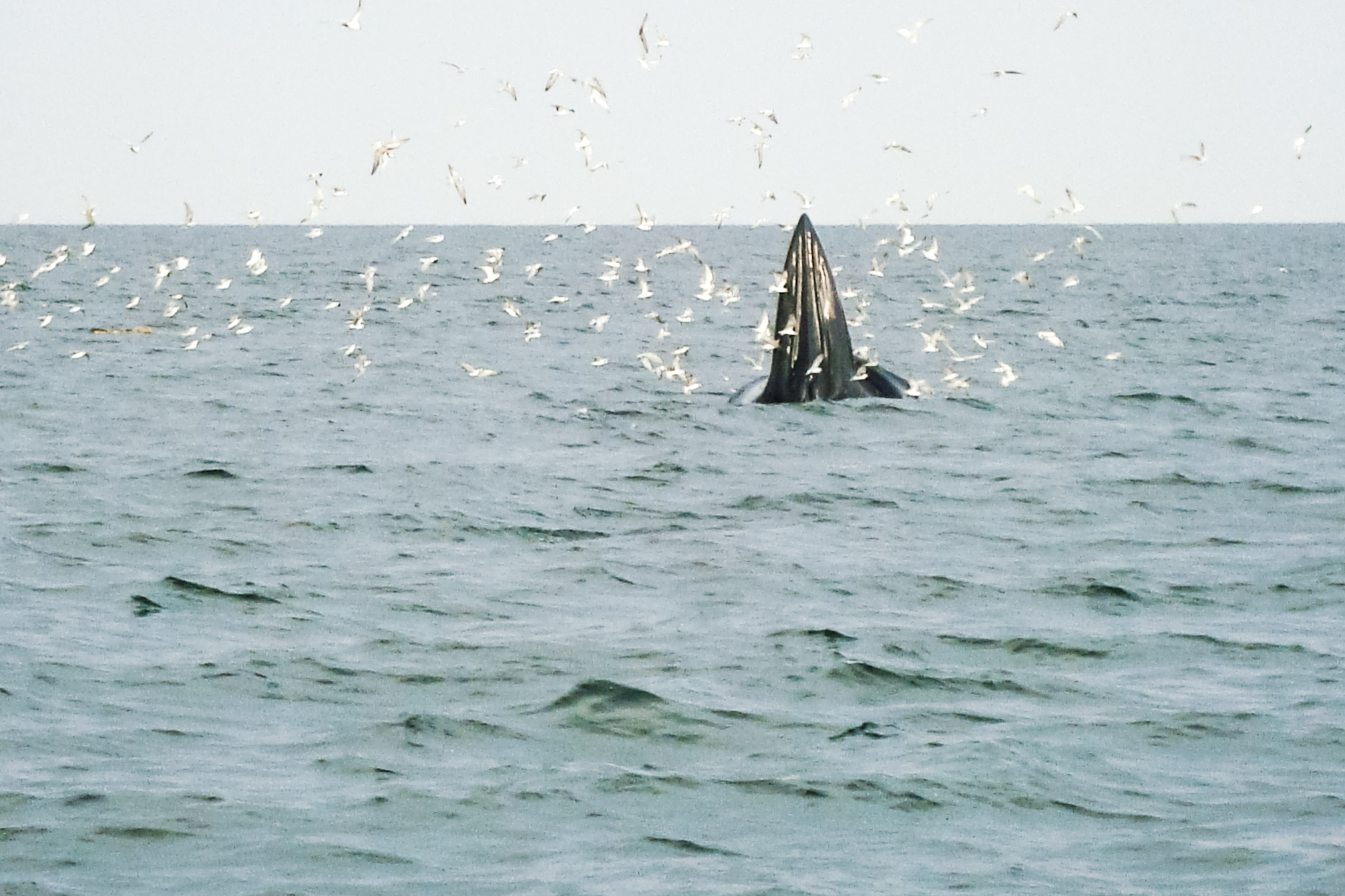
Exemplar no golfo da Tailândia

Para fins de gestão, a população dos EUA é dividida em três grupos: o estoque do Pacífico Tropical Oriental (11.000-13.000 animais) e o estoque havaiano (350-500) e um estoque ameaçado de 100 baleias no Golfo do México. A partir de 2016, a baleia-de-bryde é considerada criticamente ameaçada na Nova Zelândia, pois há aproximadamente 200 restantes na natureza. Antes de 2006, apenas dois avistamentos confirmados da baleia-de-bryde foram relatados no leste do Pacífico Norte ao norte da Baixa Califórnia - um em janeiro de 1963, a apenas um quilômetro de La Jolla (originalmente erroneamente identificado como uma baleia-comum) e outro em outubro de 1991 no oeste da baía de Monterey. Entre agosto de 2006 e setembro de 2010, seis avistamentos foram feitos por cientistas no cabo sul da Califórnia. Cinco ficavam a oeste da ilha de São Clemente e um entre a ilha de São Clemente e a ilha de Santa Catalina. Todos, exceto um, envolveram indivíduos isolados.

## Conservação
Balaenoptera edeni é listada como menos preocupante pela União Internacional para a Conservação da Natureza (UICN). Está listada no Apêndice II da Convenção sobre a Conservação de Espécies Migratórias de Animais Selvagens porque tem um estado de conservação desfavorável ou se beneficiaria significativamente da cooperação internacional organizada por acordos personalizados. Além disso, está coberta pelo Memorando de Entendimento para a Conservação dos Cetáceos e Seus Habitats na Região das Ilhas do Pacífico (MOU dos Cetáceos do Pacífico).

### Baleeira

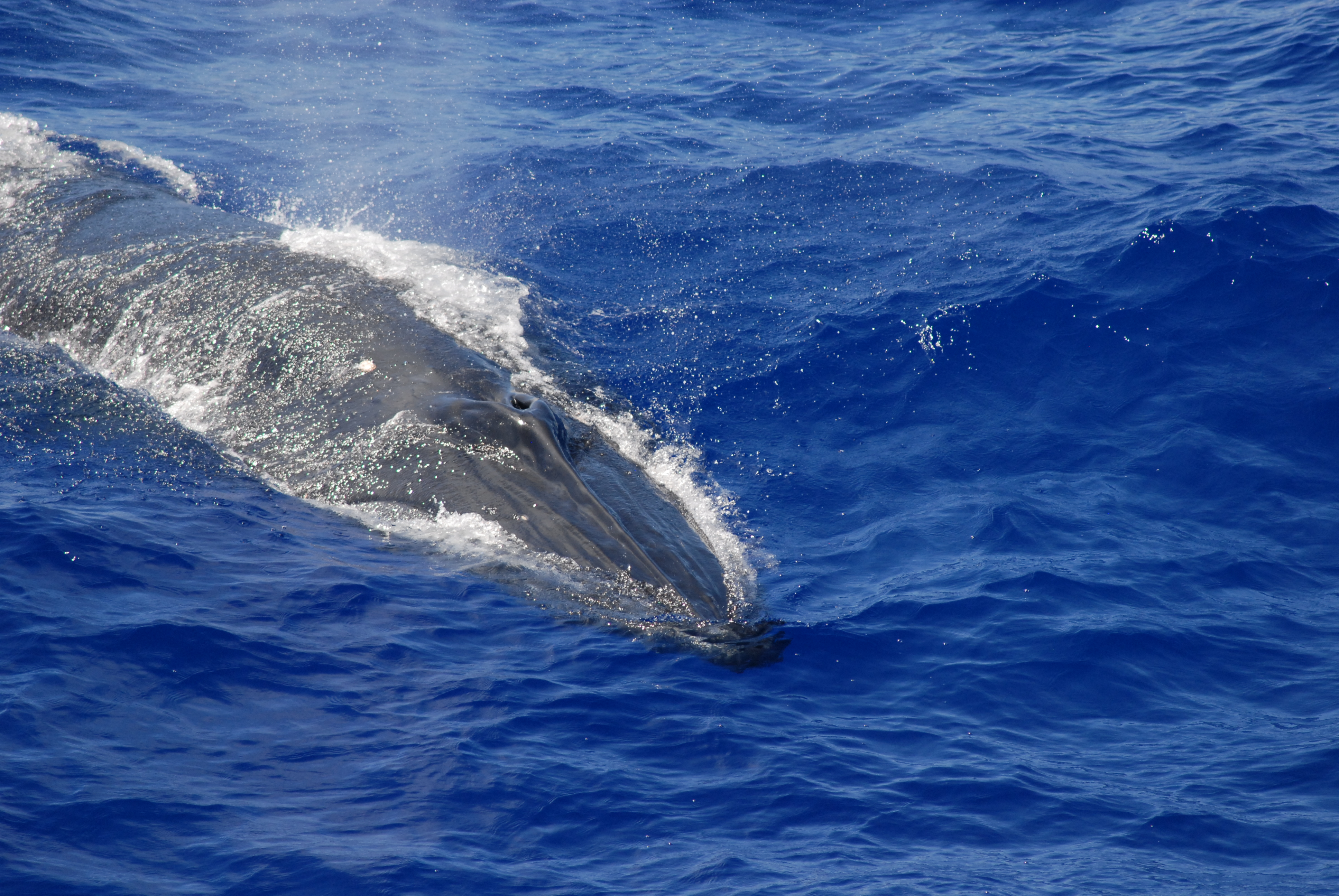
Exemplar emerge nas ilhas do noroeste do Havaí

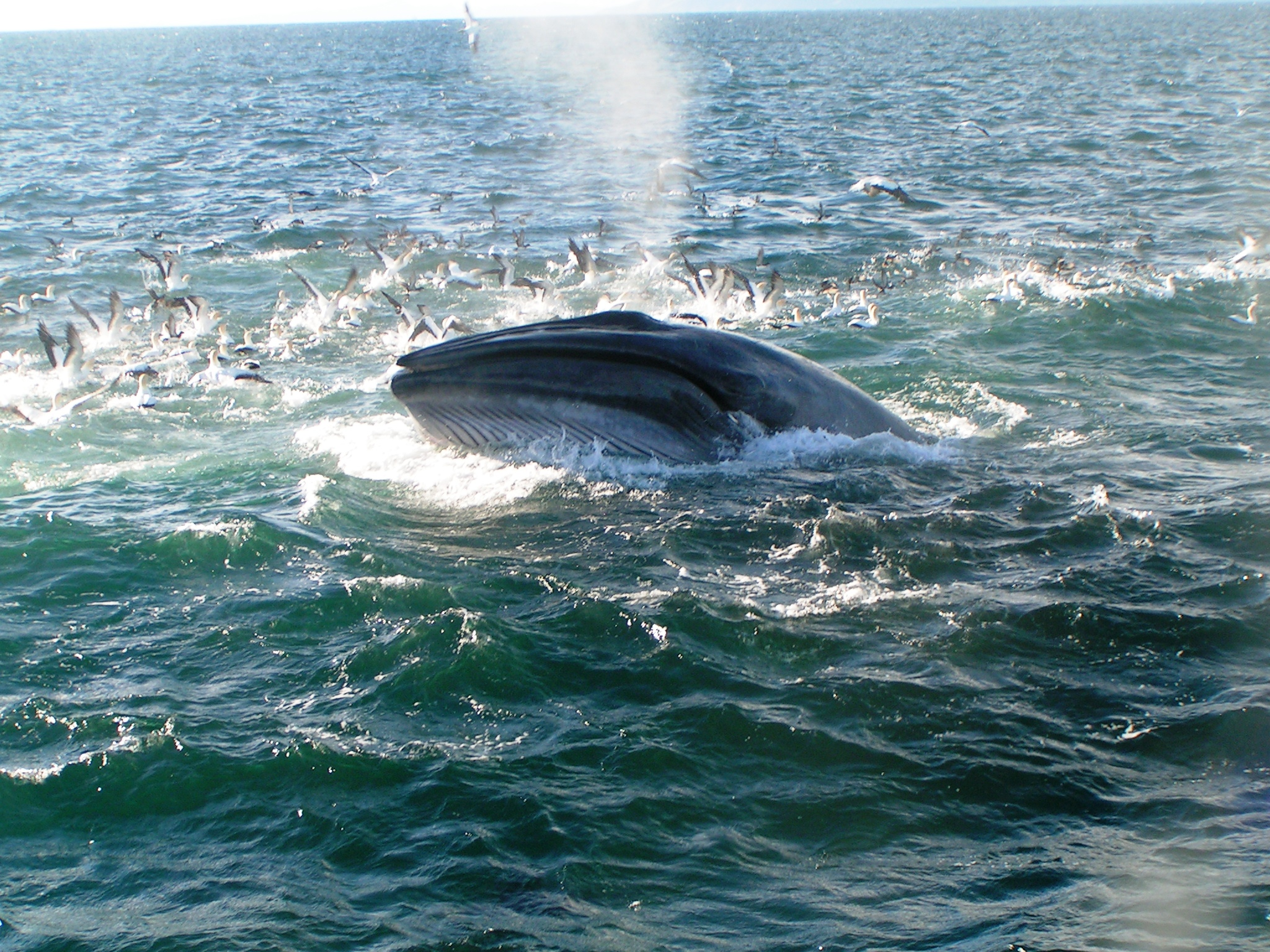
A baleia-de-bryde está listada como em estado crítico na Nova Zelândia

Acredita-se que a caça moderna tenha começado a partir de estações costeiras no Japão em 1906, onde continuou ininterrupta até 1987; também foram capturadas na costa oeste do Pacífico Norte por frotas japoneses (1971-1979) e soviéticas (1966-1979), bem como de Taiuã (1976–80), das ilhas Bonim (1946–52 e 1981–87) e das Filipinas (1983–85). Em 1997, estima-se que mais de 20 000 exemplares foram capturadas no oeste do Pacífico Norte entre 1911 e 1987 (mais tarde descobriu-se que os japoneses falsificaram sua captura relatada das ilhas Bonim entre 1981 e 1987, relatando uma captura de apenas 2 659 em vez de a verdadeira de 4 162). Uma avaliação populacional feita em meados da década de 1990 afirmou que a população no oeste do Pacífico Norte pode ter diminuído em até 49% durante 1911-1996. Navios-fábrica noruegueses ao largo da Baixa Califórnia levaram mais 34 baleias entre 1924 e 1929; duas também foram capturadas no centro da Califórnia em 1966.
Estima-se que 5 542 exemplares foram capturados no Peru entre 1968 e 1983, incluindo uma captura relatada de 3 589 entre 1973 e 1983. Um número desconhecido também foi capturado no Chile de 1932 a 1979. Mais de 2 000 foram capturadas na província do Cabo, África do Sul, em 1911 a 1967, a maioria (1 300) durante 1947-1967. Acredita-se que a maioria das 2 536 baleias-sei capturadas pelo baleeiro pirata Sierra, no Atlântico Sul, entre 1969 e 1976, eram baleias-de-bryde. Pelo menos algumas baleias estavam entre as 5 000 baleias-sei registradas em capturas no Brasil de 1948 a 1977, mas possivelmente apenas 8%. Mais de 30 000 baleias-de-bryde foram capturadas entre 1911 e 87, incluindo mais de 1 400 capturadas pelos soviéticos no hemisfério sul de 1948 a 1973 (apenas 19 foram relatadas).

### Outras ameaças e incidentes
Não foram relatadas como capturadas ou feridas em operações de pesca. Às vezes são mortas ou feridas em acidentes com navios. O ruído antropogênico é uma preocupação crescente para todos os rorquais, que se comunicam por sons de baixa frequência. Essas baleias são protegidas fora dos Estados Unidos pelo Marine Mammal Protection Act de 1972. Turistas em veículos aquáticos têm perseguido baleias na costa do golfo da província de Phetchaburi, na Tailândia.
Em março de 2019, um mergulhador na costa da África do Sul foi acidentalmente pego na boca de uma baleia que se alimentava. O mergulhador e operador turístico, Rainer Schimpf, estava fotografando tubarões circulando uma bola-isca de peixe, quando a baleia apareceu de repente por baixo e abriu a boca perto da superfície para tentar engolir o peixe. Ao fazer isso, acidentalmente engolfou Schimpf também; toda a parte superior de seu corpo (até a cintura) foi para a boca da baleia. A baleia o agarrou com suas mandíbulas por alguns momentos enquanto Schimpf prendia a respiração e temia que a baleia mergulhasse fundo. Logo depois que a baleia submergiu novamente, ela rapidamente cuspiu Schimpf (que estava ileso) de volta e nadou para longe.